# باغدار (أمجز)
باغدار (بالفارسية: پاگدار) هي منطقة سكنية تقع في إيران في قسم أمجز الريفي. يقدر عدد سكانها بـ 15 نسمة بحسب إحصاء 2016.